# Lista żyjących superstulatków
Lista żyjących superstulatków – lista osób mających ponad 110 lat. Najbardziej znaną organizacją zajmującą się weryfikacją wieku superstulatków jest amerykańska Gerontologiczna Grupa Badawcza z siedzibą w Los Angeles. Poniższa lista obejmuje 254 osoby (228 kobiet i 26 mężczyzn), których wiek został zweryfikowany przez Gerontology Research Group (GRG). Osoby, których wiek jest aktualnie badany są zaznaczone na niebiesko i są wyłączone z ogólnej numeracji.
Legenda
     osoba żyjąca zweryfikowana przez Gerontologiczną Grupę Badawczą
     osoba żyjąca, której wiek jest badany
|     | Imię i nazwisko                        | Płeć | Data urodzenia       | Wiek            | Kraj              |
| --- | -------------------------------------- | ---- | -------------------- | --------------- | ----------------- |
| 1   | Ethel Caterham                         | K    | 21 sierpnia 1909     | 115 lat 364 dni | Wielka Brytania   |
| 2   | Marie-Rose Tessier                     | K    | 21 maja 1910         | 115 lat 91 dni  | Francja           |
| 3   | Naomi Whitehead                        | K    | 26 września 1910     | 114 lat 328 dni | Stany Zjednoczone |
| 4   | Izabel Rosa Pereira                    | K    | 13 października 1910 | 114 lat 311 dni | Brazylia          |
| 5   | Lucia Laura Sangenito                  | K    | 22 listopada 1910    | 114 lat 271 dni | Włochy            |
| 6   | Kławdija Gadiuczkina                   | K    | 5 grudnia 1910       | 114 lat 258 dni | Rosja             |
| 7   | Andrée Bertoletto                      | K    | 1 stycznia 1911      | 114 lat 231 dni | Francja           |
| 8   | Yolanda Beltrão de Azevedo             | K    | 13 stycznia 1911     | 114 lat 219 dni | Brazylia          |
| 9   | Mary Harris                            | K    | 13 maja 1911         | 114 lat 99 dni  | Stany Zjednoczone |
| 10  | Shigeko Kagawa                         | K    | 28 maja 1911         | 114 lat 84 dni  | Japonia           |
| 11  | Beatriz Ferreira Duarte                | K    | 21 czerwca 1911      | 114 lat 60 dni  | Brazylia          |
| 12  | Bonita Gibson                          | K    | 4 lipca 1911         | 114 lat 47 dni  | Stany Zjednoczone |
|     | Raymunda Luzia Da Conceição            | K    | 1 sierpnia 1911      | 114 lat 19 dni  | Brazylia          |
| 13  | Winnie Felps                           | K    | 10 października 1911 | 113 lat 314 dni | Stany Zjednoczone |
| 14  | Fuyo Kishimoto                         | K    | 20 grudnia 1911      | 113 lat 243 dni | Japonia           |
| 15  | Sumiko Mori                            | K    | 30 stycznia 1912     | 113 lat 202 dni | Japonia           |
| 16  | Ilse Meingast                          | K    | 14 marca 1912        | 113 lat 159 dni | Stany Zjednoczone |
| 17  | Margaret Romans                        | K    | 16 marca 1912        | 113 lat 157 dni | Kanada            |
| 18  | Maria Carmela Ricci                    | K    | 16 kwietnia 1912     | 113 lat 126 dni | Włochy            |
| 19  | Maria Jorge Esteves De Almeida         | K    | 28 maja 1912         | 113 lat 84 dni  | Brazylia          |
| 20  | Shizuko Kiyuna                         | K    | 10 czerwca 1912      | 113 lat 71 dni  | Japonia           |
|     | Jadwiga Żak-Stewart                    | K    | 15 lipca 1912        | 113 lat 36 dni  | Polska            |
| 21  | Madeleine Dellamonica                  | K    | 23 lipca 1912        | 113 lat 28 dni  | Francja           |
| 22  | Louise Signore                         | K    | 31 lipca 1912        | 113 lat 20 dni  | Stany Zjednoczone |
| 23  | Angelica Tiscornia                     | K    | 22 sierpnia 1912     | 112 lat 363 dni | Argentyna         |
| 24  | Mariana Penna Monteiro                 | K    | 2 września 1912      | 112 lat 352 dni | Brazylia          |
| 25  | Rosa Micaela Puertas Quiroga           | K    | 29 września 1912     | 112 lat 325 dni | Argentyna         |
| 26  | Wenonah Bish                           | K    | 2 października 1912  | 112 lat 322 dni | Stany Zjednoczone |
| 27  | João Marinho Neto                      | M    | 5 października 1912  | 112 lat 319 dni | Brazylia          |
| 28  | Catherine Ferrell                      | K    | 10 października 1912 | 112 lat 314 dni | Stany Zjednoczone |
| 29  | Miho Kumagai                           | K    | 20 października 1912 | 112 lat 304 dni | Japonia           |
| 30  | Anonimowa kobieta                      | K    | 30 października 1912 | 112 lat 294 dni | Japonia           |
| 31  | Akino Ueda                             | K    | 5 listopada 1912     | 112 lat 288 dni | Japonia           |
| 32  | Merah Louise Smith                     | K    | 9 listopada 1912     | 112 lat 284 dni | Wielka Brytania   |
| 33  | Etta Louise Burkhalter                 | K    | 13 listopada 1912    | 112 lat 280 dni | Stany Zjednoczone |
| 34  | Anonimowa kobieta                      | K    | 15 listopada 1912    | 112 lat 278 dni | Japonia           |
| 35  | Anna Natella                           | K    | 21 listopada 1912    | 112 lat 272 dni | Stany Zjednoczone |
| 36  | Georgette Huard                        | K    | 24 listopada 1912    | 112 lat 269 dni | Francja           |
| 37  | Hideno Kawaji                          | K    | 28 listopada 1912    | 112 lat 265 dni | Japonia           |
| 38  | Maria da Conceição de Brito            | K    | 31 grudnia 1912      | 112 lat 232 dni | Portugalia        |
| 39  | Yukie Takahashi                        | K    | 4 stycznia 1913      | 112 lat 228 dni | Japonia           |
| 40  | Hide Endo                              | K    | 13 stycznia 1913     | 112 lat 219 dni | Japonia           |
| 41  | Virginia Estelle Bell                  | K    | 29 stycznia 1913     | 112 lat 203 dni | Stany Zjednoczone |
| 42  | Eulalia Bravo                          | K    | 12 lutego 1913       | 112 lat 189 dni | Meksyk            |
| 43  | Yvonne Francier                        | K    | 28 lutego 1913       | 112 lat 173 dni | Francja           |
| 44  | Solange Demorgny                       | K    | 10 marca 1913        | 112 lat 163 dni | Francja           |
| 45  | Yukiko Honda                           | K    | 15 marca 1913        | 112 lat 158 dni | Japonia           |
|     | Marie-Louise Bresson                   | K    | 15 marca 1913        | 112 lat 158 dni | Francja           |
| 46  | Angelina Torres Vallbona               | K    | 18 marca 1913        | 112 lat 155 dni | Hiszpania         |
| 46  | Haruko Onizuka                         | K    | 18 marca 1913        | 112 lat 155 dni | Japonia           |
| 48  | Josino Levino Ferreira                 | M    | 3 kwietnia 1913      | 112 lat 139 dni | Brazylia          |
| 49  | Miho Matsuzaki                         | K    | 18 kwietnia 1913     | 112 lat 124 dni | Japonia           |
| 50  | Francis Piscatella                     | K    | 20 kwietnia 1913     | 112 lat 122 dni | Stany Zjednoczone |
| 51  | Hanako Ishii                           | K    | 7 maja 1913          | 112 lat 105 dni | Japonia           |
|     | Rosa Pate                              | K    | 22 maja 1913         | 112 lat 90 dni  | Stany Zjednoczone |
| 52  | Ichi Kubota                            | K    | 30 maja 1913         | 112 lat 82 dni  | Japonia           |
| 53  | Ilie Ciocan                            | M    | 10 czerwca 1913      | 112 lat 71 dni  | Rumunia           |
| 54  | Denise Leroy                           | K    | 3 lipca 1913         | 112 lat 48 dni  | Francja           |
| 55  | Dorothy Mimms                          | K    | 5 lipca 1913         | 112 lat 46 dni  | Stany Zjednoczone |
| 56  | Martha Jane Johnson                    | K    | 11 lipca 1913        | 112 lat 40 dni  | Stany Zjednoczone |
| 57  | Camille Faget                          | K    | 18 lipca 1913        | 112 lat 33 dni  | Francja           |
| 58  | Luisa Maggioni                         | K    | 19 lipca 1913        | 112 lat 32 dni  | Brazylia          |
| 59  | Rosa Laura Torres Barra                | K    | 20 lipca 1913        | 112 lat 31 dni  | Chile             |
| 60  | Santos Fierro                          | K    | 22 lipca 1913        | 112 lat 29 dni  | Stany Zjednoczone |
|     | Teresa Fernandez Casado                | K    | 29 lipca 1913        | 112 lat 22 dni  | Hiszpania         |
|     | Marie-Dominique Zadick                 | K    | 14 sierpnia 1913     | 112 lat 6 dni   | Martynika         |
| 61  | Chitose Awata                          | K    | 20 sierpnia 1913     | 112 lat 0 dni   | Japonia           |
| 62  | Fannie Jones                           | K    | 21 sierpnia 1913     | 111 lat 364 dni | Stany Zjednoczone |
| 63  | Aileen Kars                            | K    | 12 września 1913     | 111 lat 342 dni | Nowa Zelandia     |
| 64  | Doris Noreen                           | K    | 15 września 1913     | 111 lat 339 dni | Stany Zjednoczone |
| 65  | Bernice Sebastian                      | K    | 21 września 1913     | 111 lat 333 dni | Stany Zjednoczone |
| 66  | Kenneth Weeks                          | M    | 5 października 1913  | 111 lat 319 dni | Australia         |
| 67  | Samuelle Goustille                     | K    | 12 października 1913 | 111 lat 312 dni | Francja           |
| 68  | Misao Kobayashi                        | K    | 27 października 1913 | 111 lat 297 dni | Japonia           |
| 69  | Tsutae Hayashi                         | K    | 28 października 1913 | 111 lat 296 dni | Japonia           |
| 70  | Zoraida Montezuma                      | K    | 31 października 1913 | 111 lat 293 dni | Kostaryka         |
|     | Maria Helena Aguiar                    | K    | 2 listopada 1913     | 111 lat 291 dni | Portugalia        |
| 71  | Julio Saldarriaga Hernandez            | M    | 3 listopada 1913     | 111 lat 290 dni | Kolumbia          |
| 72  | Zhou Renqing                           | M    | 7 listopada 1913     | 111 lat 286 dni | Chiny             |
| 73  | Mamie Tei                              | K    | 14 listopada 1913    | 111 lat 279 dni | Włochy            |
|     | A. A. C.                               | K    | 15 listopada 1913    | 111 lat 278 dni | Meksyk            |
| 74  | Take Sato                              | K    | 21 listopada 1913    | 111 lat 272 dni | Japonia           |
| 75  | Margaret Cryer                         | K    | 25 listopada 1913    | 111 lat 268 dni | Wielka Brytania   |
| 76  | Alma Kam                               | K    | 27 listopada 1913    | 111 lat 266 dni | Stany Zjednoczone |
| 77  | R.A.E.                                 | K    | 5 grudnia 1913       | 111 lat 258 dni | Stany Zjednoczone |
| 78  | Margaret Gatti                         | K    | 19 grudnia 1913      | 111 lat 244 dni | Stany Zjednoczone |
|     | M.Z.P.                                 | K    | 26 grudnia 1913      | 111 lat 237 dni | Meksyk            |
| 79  | Anonimowa kobieta                      | K    | 17 stycznia 1914     | 111 lat 215 dni | Kanada            |
| 80  | Anonimowa kobieta                      | K    | 19 stycznia 1914     | 111 lat 213 dni | Japonia           |
| 81  | Masae Furuhashi                        | K    | 24 stycznia 1914     | 111 lat 208 dni | Japonia           |
| 82  | Elizabeth Werrenrath                   | K    | 28 stycznia 1914     | 111 lat 204 dni | Stany Zjednoczone |
| 83  | Jeannette Laham                        | K    | 1 lutego 1914        | 111 lat 200 dni | Francja           |
|     | John Huang                             | M    | 1 lutego 1914        | 111 lat 200 dni | Holandia          |
| 84  | Fumi Seino                             | K    | 2 lutego 1914        | 111 lat 199 dni | Japonia           |
| 85  | Michi Kudo                             | K    | 9 lutego 1914        | 111 lat 192 dni | Japonia           |
| 86  | Giselle Riboust                        | K    | 11 lutego 1914       | 111 lat 190 dni | Francja           |
|     | Luis Carrasco-Muñoz y Pérez de la Isla | M    | 13 lutego 1914       | 111 lat 188 dni | Hiszpania         |
| 87  | Masumi Goto                            | K    | 15 lutego 1914       | 111 lat 186 dni | Japonia           |
| 88  | Hilda Luck                             | K    | 19 lutego 1914       | 111 lat 182 dni | Wielka Brytania   |
| 89  | Anonimowa kobieta                      | K    | 20 lutego 1914       | 111 lat 181 dni | Wielka Brytania   |
| 89  | Sadami Matsuoka                        | K    | 20 lutego 1914       | 111 lat 181 dni | Japonia           |
| 91  | Doris Watts                            | K    | 28 lutego 1914       | 111 lat 173 dni | Wielka Brytania   |
| 92  | Irene Lantz                            | K    | 2 marca 1914         | 111 lat 171 dni | Kanada            |
|     | Rosario Soto                           | K    | 3 marca 1914         | 111 lat 170 dni | Hiszpania         |
| 93  | Primo Olivieri                         | M    | 7 marca 1914         | 111 lat 166 dni | Brazylia          |
| 93  | Marie-Louise Pellet                    | K    | 7 marca 1914         | 111 lat 166 dni | Francja           |
| 93  | Haruko Tanaka                          | K    | 7 marca 1914         | 111 lat 166 dni | Japonia           |
| 93  | Dollie Berry                           | K    | 7 marca 1914         | 111 lat 166 dni | Stany Zjednoczone |
| 97  | Anonimowa kobieta                      | K    | 9 marca 1914         | 111 lat 164 dni | Japonia           |
| 98  | Kirsten Schwalbe                       | K    | 10 marca 1914        | 111 lat 163 dni | Dania             |
| 99  | Julia Siragusa                         | K    | 11 marca 1914        | 111 lat 162 dni | Stany Zjednoczone |
| 100 | Kiyotaka Mizuno                        | M    | 14 marca 1914        | 111 lat 159 dni | Japonia           |
| 101 | Harue Baba                             | K    | 20 marca 1914        | 111 lat 153 dni | Japonia           |
| 101 | Sato Sakashita                         | K    | 20 marca 1914        | 111 lat 153 dni | Japonia           |
| 103 | Irene Laroche                          | K    | 23 marca 1914        | 111 lat 150 dni | Francja           |
| 104 | Vitantonio Lovallo                     | M    | 28 marca 1914        | 111 lat 145 dni | Włochy            |
| 105 | Anonimowa kobieta                      | K    | 29 marca 1914        | 111 lat 144 dni | Japonia           |
| 106 | Marjorie Hodnett                       | K    | 1 kwietnia 1914      | 111 lat 141 dni | Wielka Brytania   |
| 107 | Iole Barosi                            | K    | 3 kwietnia 1914      | 111 lat 139 dni | Włochy            |
| 108 | Josefa Maria da Conceição              | K    | 4 kwietnia 1914      | 111 lat 138 dni | Brazylia          |
| 109 | Francisco Ernesto Filho                | M    | 5 kwietnia 1914      | 111 lat 137 dni | Brazylia          |
| 110 | Ana Helvetia Barros Schira             | K    | 9 kwietnia 1914      | 111 lat 133 dni | Portoryko         |
| 110 | Tsuyako Sato                           | K    | 9 kwietnia 1914      | 111 lat 133 dni | Japonia           |
| 112 | Isa Ferreira da Costa Araujo           | K    | 18 kwietnia 1914     | 111 lat 124 dni | Brazylia          |
| 113 | Lucia Ronda                            | K    | 22 kwietnia 1914     | 111 lat 120 dni | Włochy            |
| 114 | Hana Sato                              | K    | 30 kwietnia 1914     | 111 lat 112 dni | Japonia           |
| 115 | Hikaru Kato                            | M    | 2 maja 1914          | 111 lat 110 dni | Japonia           |
| 116 | Mary Laughead                          | K    | 3 maja 1914          | 111 lat 109 dni | Stany Zjednoczone |
| 116 | Andree Bellot                          | K    | 3 maja 1914          | 111 lat 109 dni | Francja           |
| 118 | Minnie Mae Walker                      | K    | 6 maja 1914          | 111 lat 106 dni | Stany Zjednoczone |
| 119 | Renata Tortech                         | K    | 9 maja 1914          | 111 lat 103 dni | Włochy            |
| 120 | Viola Fletcher                         | K    | 10 maja 1914         | 111 lat 102 dni | Stany Zjednoczone |
| 121 | Maurice Le Coutour                     | M    | 12 maja 1914         | 111 lat 100 dni | Francja           |
| 122 | Anne Baker                             | K    | 14 maja 1914         | 111 lat 98 dni  | Wielka Brytania   |
|     | Árpádné Juhász                         | K    | 14 maja 1914         | 111 lat 98 dni  | Węgry             |
| 123 | Bessie Riley                           | K    | 27 maja 1914         | 111 lat 85 dni  | Stany Zjednoczone |
|     | Rosa Elena Pinzón                      | K    | 31 maja 1914         | 111 lat 81 dni  | Ekwador           |
| 124 | Esther Dalton                          | K    | 5 czerwca 1914       | 111 lat 76 dni  | Wielka Brytania   |
| 125 | Lorna Henstridge                       | K    | 6 czerwca 1914       | 111 lat 75 dni  | Australia         |
|     | Anna Wagner                            | K    | 6 czerwca 1914       | 111 lat 75 dni  | Austria           |
| 126 | Renza Mucelli                          | K    | 7 czerwca 1914       | 111 lat 74 dni  | Włochy            |
| 127 | Hattie Mae Allen                       | K    | 8 czerwca 1914       | 111 lat 73 dni  | Stany Zjednoczone |
| 128 | Ayako Koseki                           | K    | 9 czerwca 1914       | 111 lat 72 dni  | Japonia           |
| 129 | Giuseppina Zecchini                    | K    | 10 czerwca 1914      | 111 lat 71 dni  | Włochy            |
| 130 | Modesta Villalobos Brito               | K    | 15 czerwca 1914      | 111 lat 66 dni  | Meksyk            |
| 131 | Ruth Onley                             | K    | 18 czerwca 1914      | 111 lat 63 dni  | Stany Zjednoczone |
| 132 | Terumi Kanao                           | K    | 20 czerwca 1914      | 111 lat 61 dni  | Japonia           |
| 133 | Yoshiko Takasu                         | K    | 21 czerwca 1914      | 111 lat 60 dni  | Japonia           |
| 134 | Rita Farmer                            | K    | 24 czerwca 1914      | 111 lat 57 dni  | Wielka Brytania   |
| 135 | Oiku Hashimoto                         | K    | 25 czerwca 1914      | 111 lat 56 dni  | Japonia           |
|     | Helene Malfuson                        | K    | 29 czerwca 1914      | 111 lat 52 dni  | Francja           |
| 136 | Edith Renfrow Smith                    | K    | 14 lipca 1914        | 111 lat 37 dni  | Stany Zjednoczone |
| 136 | Annie Hopkins                          | K    | 14 lipca 1914        | 111 lat 37 dni  | Stany Zjednoczone |
|     | Ascension Capilla Rodriguez            | K    | 14 lipca 1914        | 111 lat 37 dni  | Hiszpania         |
| 138 | Barbara Holman-Robinson                | K    | 16 lipca 1914        | 111 lat 35 dni  | Stany Zjednoczone |
| 138 | Marguerite Lecourt                     | K    | 16 lipca 1914        | 111 lat 35 dni  | Francja           |
| 140 | Ruby Davis                             | K    | 23 lipca 1914        | 111 lat 28 dni  | Stany Zjednoczone |
|     | Ilse Neumann                           | K    | 23 lipca 1914        | 111 lat 28 dni  | Niemcy            |
| 141 | Isabella Pela                          | K    | 26 lipca 1914        | 111 lat 25 dni  | Włochy            |
| 142 | Paula Griffith                         | K    | 29 lipca 1914        | 111 lat 22 dni  | Stany Zjednoczone |
| 143 | Zenda Wilcoxon                         | K    | 8 sierpnia 1914      | 111 lat 12 dni  | Wielka Brytania   |
| 144 | Yoshimi Tanaka                         | K    | 9 sierpnia 1914      | 111 lat 11 dni  | Japonia           |
| 145 | Kimie Baraki                           | K    | 13 sierpnia 1914     | 111 lat 7 dni   | Japonia           |
|     | Mary Vartanian                         | K    | 15 sierpnia 1914     | 111 lat 5 dni   | Stany Zjednoczone |
| 146 | Carme Noguera Falguera                 | K    | 22 sierpnia 1914     | 110 lat 363 dni | Hiszpania         |
| 147 | Jandyra Faria dos Santos               | K    | 23 sierpnia 1914     | 110 lat 362 dni | Brazylia          |
|     | Regina Ramos Pauner                    | K    | 23 sierpnia 1914     | 110 lat 362 dni | Hiszpania         |
|     | Celestina Rebelo                       | K    | 26 sierpnia 1914     | 110 lat 359 dni | Portugalia        |
| 148 | Shizuka Kondo                          | K    | 26 sierpnia 1914     | 110 lat 359 dni | Japonia           |
| 149 | Rosa Maria Sosa Bravo                  | K    | 29 sierpnia 1914     | 110 lat 356 dni | Meksyk            |
|     | Gabriela Dominguez Andres              | K    | 1 września 1914      | 110 lat 353 dni | Hiszpania         |
| 150 | Sei Sato                               | K    | 2 września 1914      | 110 lat 352 dni | Japonia           |
| 151 | Mabel Dunbar                           | K    | 5 września 1914      | 110 lat 349 dni | Stany Zjednoczone |
| 152 | Dora Caverson                          | K    | 10 września 1914     | 110 lat 344 dni | Australia         |
| 153 | Etiennette Bourouiba                   | K    | 14 września 1914     | 110 lat 340 dni | Francja           |
| 154 | Vanesta Gray                           | K    | 16 września 1914     | 110 lat 338 dni | Stany Zjednoczone |
|     | Ginette Saint-Louis-Augustin           | K    | 17 września 1914     | 110 lat 337 dni | Martynika         |
| 155 | Marie-Louise Jaouen                    | K    | 17 września 1914     | 110 lat 337 dni | Francja           |
| 156 | Ito Kato                               | K    | 20 września 1914     | 110 lat 334 dni | Japonia           |
| 157 | Lillie Cunningham                      | K    | 26 września 1914     | 110 lat 328 dni | Stany Zjednoczone |
| 158 | Shigeyoshi Nishijima                   | M    | 29 września 1914     | 110 lat 325 dni | Japonia           |
|     | Vera Korolyova                         | K    | 30 września 1914     | 110 lat 324 dni | Rosja             |
| 159 | Mary Cantway                           | K    | 30 września 1914     | 110 lat 324 dni | Stany Zjednoczone |
|     | Adele Samuelson                        | K    | 1 października 1914  | 110 lat 323 dni | Izrael            |
|     | Virgilio Davalos Rey                   | M    | 8 października 1914  | 110 lat 316 dni | Paragwaj          |
|     | Crescencia Galan Medina                | K    | 10 października 1914 | 110 lat 314 dni | Hiszpania         |
| 160 | Lucienne Tranchant                     | K    | 10 października 1914 | 110 lat 314 dni | Francja           |
|     | Zinaida Chernova                       | K    | 11 października 1914 | 110 lat 313 dni | Rosja             |
|     | Ida Newbill                            | K    | 14 października 1914 | 110 lat 310 dni | Stany Zjednoczone |
| 161 | Denise Barreau                         | K    | 20 października 1914 | 110 lat 304 dni | Francja           |
| 162 | Josephine Amorosi                      | K    | 22 października 1914 | 110 lat 302 dni | Stany Zjednoczone |
|     | Philomen Nicholas                      | K    | 23 października 1914 | 110 lat 301 dni | Saint Lucia       |
| 163 | Tome Mizokami                          | K    | 25 października 1914 | 110 lat 299 dni | Japonia           |
| 164 | Rosaria Martorana                      | K    | 27 października 1914 | 110 lat 297 dni | Włochy            |
| 165 | Ilo Louck                              | K    | 5 listopada 1914     | 110 lat 288 dni | Stany Zjednoczone |
| 166 | Tokuji Tanigaki                        | M    | 8 listopada 1914     | 110 lat 285 dni | Japonia           |
| 167 | Lessie Randle                          | K    | 10 listopada 1914    | 110 lat 283 dni | Stany Zjednoczone |
|     | Gertrud Oertel                         | K    | 11 listopada 1914    | 110 lat 282 dni | Niemcy            |
| 168 | Lina Anundsen                          | K    | 12 listopada 1914    | 110 lat 281 dni | Norwegia          |
| 168 | Margit Larsen                          | K    | 12 listopada 1914    | 110 lat 281 dni | Norwegia          |
| 170 | Kyosen Kineya                          | K    | 15 listopada 1914    | 110 lat 278 dni | Japonia           |
| 171 | Nair Fonseca Dias                      | K    | 17 listopada 1914    | 110 lat 276 dni | Brazylia          |
| 172 | Bridget Grocke                         | K    | 18 listopada 1914    | 110 lat 275 dni | Australia         |
| 173 | Alice Langford                         | K    | 19 listopada 1914    | 110 lat 274 dni | Stany Zjednoczone |
| 174 | Maria Giovanna Cerami                  | K    | 20 listopada 1914    | 110 lat 273 dni | Włochy            |
| 174 | Gizella Simon                          | K    | 20 listopada 1914    | 110 lat 273 dni | Australia         |
|     | Tzila Cohen                            | K    | 21 listopada 1914    | 110 lat 272 dni | Izrael            |
| 176 | Annie Dobush                           | K    | 28 listopada 1914    | 110 lat 265 dni | Kanada            |
|     | Maria Ogiyenko                         | K    | 29 listopada 1914    | 110 lat 264 dni | Rosja             |
|     | Mercedes Ribera Sanz                   | K    | 1 grudnia 1914       | 110 lat 262 dni | Hiszpania         |
| 177 | Sumiko Taki                            | K    | 1 grudnia 1914       | 110 lat 262 dni | Japonia           |
| 178 | Artelina Tinoco Alves                  | K    | 2 grudnia 1914       | 110 lat 261 dni | Brazylia          |
| 179 | Anne-Marie Perron                      | K    | 7 grudnia 1914       | 110 lat 256 dni | Francja           |
| 180 | Marcelle Goulley                       | K    | 8 grudnia 1914       | 110 lat 255 dni | Francja           |
|     | Luis Cano                              | M    | 9 grudnia 1914       | 110 lat 222 dni | Stany Zjednoczone |
| 181 | Mary Shoiket                           | K    | 12 grudnia 1914      | 110 lat 251 dni | Stany Zjednoczone |
| 182 | Doreatha Bishop                        | K    | 20 grudnia 1914      | 110 lat 243 dni | Stany Zjednoczone |
| 183 | Yukiko Nakao                           | K    | 26 grudnia 1914      | 110 lat 237 dni | Japonia           |
| 184 | Linda Gaither                          | K    | 1 stycznia 1915      | 110 lat 231 dni | Stany Zjednoczone |
|     | Maria Aparecida Rosa                   | K    | 2 stycznia 1915      | 110 lat 230 dni | Brazylia          |
| 185 | Caroline McKenna                       | K    | 3 stycznia 1915      | 110 lat 229 dni | Stany Zjednoczone |
|     | Francine Grandjean                     | K    | 4 stycznia 1915      | 110 lat 228 dni | Szwajcaria        |
| 186 | Elizabeth van Boven-Smaal              | K    | 5 stycznia 1915      | 110 lat 227 dni | Holandia          |
| 187 | Shizue Tsubokawa                       | K    | 6 stycznia 1915      | 110 lat 226 dni | Japonia           |
|     | Elisabeth Rüterbories                  | K    | 10 stycznia 1915     | 110 lat 222 dni | Niemcy            |
| 188 | Gertrude Williams                      | K    | 14 stycznia 1915     | 110 lat 218 dni | Stany Zjednoczone |
| 189 | Masako Obara                           | K    | 15 stycznia 1915     | 110 lat 217 dni | Japonia           |
| 190 | Maria Altagracia Antigua               | K    | 21 stycznia 1915     | 110 lat 211 dni | Dominikana        |
| 191 | Frances Byers                          | K    | 23 stycznia 1915     | 110 lat 209 dni | Stany Zjednoczone |
| 192 | Emma Kmet                              | K    | 31 stycznia 1915     | 110 lat 201 dni | Stany Zjednoczone |
|     | Isabel Etxeberria Gorriti              | K    | 31 stycznia 1915     | 110 lat 201 dni | Hiszpania         |
|     | Ana Faustina Tejada de Valdes          | K    | 9 lutego 1915        | 110 lat 192 dni | Kolumbia          |
| 193 | Katherine Baumchen                     | K    | 10 lutego 1915       | 110 lat 191 dni | Stany Zjednoczone |
|     | Delicia de Meraviglia                  | K    | 10 lutego 1915       | 110 lat 191 dni | Argentyna         |
|     | Anonimowa kobieta                      | K    | 13 lutego 1915       | 110 lat 188 dni | Meksyk            |
| 194 | Edwin Martin                           | M    | 15 lutego 1915       | 110 lat 186 dni | Stany Zjednoczone |
| 195 | Lisetta Mercalli                       | K    | 17 lutego 1915       | 110 lat 184 dni | Włochy            |
| 196 | Anna Winiarska                         | K    | 23 lutego 1915       | 110 lat 178 dni | Polska            |
|     | Elisabeth Bönte                        | K    | 26 lutego 1915       | 110 lat 196 dni | Niemcy            |
| 197 | Ilah Grile                             | K    | 27 lutego 1915       | 110 lat 174 dni | Stany Zjednoczone |
|     | Ernestine Berry                        | K    | 28 lutego 1915       | 110 lat 173 dni | Stany Zjednoczone |
| 198 | Sawa Muraji                            | K    | 5 marca 1915         | 110 lat 168 dni | Japonia           |
|     | Maria Knebel                           | K    | 5 marca 1915         | 110 lat 168 dni | Niemcy            |
|     | Léonise Sinzélé                        | K    | 15 marca 1915        | 110 lat 158 dni | Martynika         |
| 199 | Yu Te-Hsin                             | M    | 17 marca 1915        | 110 lat 156 dni | Tajwan            |
| 200 | Jeannette Germain                      | K    | 21 marca 1915        | 110 lat 152 dni | Kanada            |
| 201 | Dorothy Burnham                        | K    | 22 marca 1915        | 110 lat 151 dni | Stany Zjednoczone |
| 202 | Maria Isabel da Conceição              | K    | 23 marca 1915        | 110 lat 150 dni | Brazylia          |
| 203 | Maria Palma Colombo                    | K    | 28 marca 1915        | 110 lat 145 dni | Włochy            |
|     | María Pérez Llanos                     | K    | 28 marca 1915        | 110 lat 145 dni | Hiszpania         |
|     | Christiane Lugardon                    | K    | 1 kwietnia 1915      | 110 lat 141 dni | Francja           |
|     | Nella Faleri                           | K    | 2 kwietnia 1915      | 110 lat 140 dni | Włochy            |
|     | Ada Ballestrino                        | K    | 6 kwietnia 1915      | 110 lat 136 dni | Włochy            |
|     | Genoveffa Dante                        | K    | 6 kwietnia 1915      | 110 lat 136 dni | Włochy            |
| 204 | Vickie Borra                           | K    | 7 kwietnia 1915      | 110 lat 135 dni | Stany Zjednoczone |
|     | Concepción Lax Pina                    | K    | 12 kwietnia 1915     | 110 lat 130 dni | Hiszpania         |
| 205 | Adolfo Camacho Ripoll                  | M    | 13 kwietnia 1915     | 110 lat 129 dni | Kolumbia          |
| 206 | Burdett Sisler                         | M    | 14 kwietnia 1915     | 110 lat 128 dni | Kanada            |
| 207 | Daisy Lee Jones                        | K    | 16 kwietnia 1915     | 110 lat 126 dni | Stany Zjednoczone |
|     | Domenica Giovannetti                   | K    | 16 kwietnia 1915     | 110 lat 126 dni | Włochy            |
| 208 | Ynes Maria de Jesus Garay              | K    | 20 kwietnia 1915     | 110 lat 122 dni | Portoryko         |
| 209 | Suzanne Riviere                        | K    | 24 kwietnia 1915     | 110 lat 118 dni | Francja           |
| 210 | Gabriella Antonelli                    | K    | 25 kwietnia 1915     | 110 lat 117 dni | Włochy            |
| 211 | Pedro Maria Molina Marquez             | M    | 27 kwietnia 1915     | 110 lat 115 dni | Wenezuela         |
| 211 | Toshie Omae                            | K    | 27 kwietnia 1915     | 110 lat 115 dni | Japonia           |
|     | Stephanie Kahl                         | K    | 29 kwietnia 1915     | 110 lat 113 dni | Niemcy            |
| 213 | Tomoe Okada                            | K    | 3 maja 1915          | 110 lat 109 dni | Japonia           |
| 214 | Maria Arcangela Cirucci                | K    | 11 maja 1915         | 110 lat 101 dni | Włochy            |
|     | Joaquim Varela                         | M    | 13 maja 1915         | 110 lat 99 dni  | Portugalia        |
| 215 | Ethelyn Fitzsimmons                    | K    | 17 maja 1915         | 110 lat 95 dni  | Stany Zjednoczone |
|     | Hedwig Zaugg                           | K    | 17 maja 1915         | 110 lat 95 dni  | Szwajcaria        |
|     | Gertrud Paulat                         | K    | 18 maja 1915         | 110 lat 94 dni  | Niemcy            |
| 216 | Peggy Cobb                             | K    | 23 maja 1915         | 110 lat 89 dni  | Stany Zjednoczone |
| 217 | Maria Caruso                           | K    | 27 maja 1915         | 110 lat 85 dni  | Włochy            |
| 218 | Willie Mae Avery                       | K    | 28 maja 1915         | 110 lat 84 dni  | Stany Zjednoczone |
| 219 | Ophelia Alligood                       | K    | 29 maja 1915         | 110 lat 83 dni  | Stany Zjednoczone |
| 220 | Jesus Redondo Bermejo                  | M    | 2 czerwca 1915       | 110 lat 79 dni  | Hiszpania         |
| 220 | Maria Pieternella Platteel-Klingeman   | K    | 2 czerwca 1915       | 110 lat 79 dni  | Holandia          |
|     | Gentilina Raccosta                     | K    | 2 czerwca 1915       | 110 lat 79 dni  | Włochy            |
| 222 | Cesarina Saccardi                      | K    | 5 czerwca 1915       | 110 lat 76 dni  | Włochy            |
|     | Olga Viñas Bonavia                     | K    | 6 czerwca 1915       | 110 lat 75 dni  | Hiszpania         |
| 223 | Rachel Miles                           | K    | 7 czerwca 1915       | 110 lat 74 dni  | Stany Zjednoczone |
| 224 | Grace LaFauci                          | K    | 10 czerwca 1915      | 110 lat 71 dni  | Stany Zjednoczone |
| 225 | Bernabé Serrano Chávez                 | K    | 11 czerwca 1915      | 110 lat 70 dni  | Salwador          |
| 225 | Hazel Chambers                         | K    | 11 czerwca 1915      | 110 lat 70 dni  | Stany Zjednoczone |
| 225 | Bernabé Córdoba                        | M    | 11 czerwca 1915      | 110 lat 70 dni  | Kostaryka         |
| 228 | Stella Connor                          | K    | 19 czerwca 1915      | 110 lat 62 dni  | Stany Zjednoczone |
| 229 | Gertrude Luther                        | K    | 20 czerwca 1915      | 110 lat 61 dni  | Stany Zjednoczone |
| 229 | Maxine Schultz                         | K    | 20 czerwca 1915      | 110 lat 61 dni  | Stany Zjednoczone |
| 231 | Laverne Dicks                          | K    | 22 czerwca 1915      | 110 lat 59 dni  | Stany Zjednoczone |
| 232 | Gwen Hutchinson                        | K    | 25 czerwca 1915      | 110 lat 56 dni  | Stany Zjednoczone |
| 233 | Ana Maria Urrea Solano                 | K    | 26 czerwca 1915      | 110 lat 55 dni  | Kolumbia          |
| 234 | Margaret Lambourn                      | K    | 3 lipca 1915         | 110 lat 48 dni  | Nowa Zelandia     |
| 234 | Helen Potter                           | K    | 3 lipca 1915         | 110 lat 48 dni  | Stany Zjednoczone |
|     | Emma Wenda                             | K    | 7 lipca 1915         | 110 lat 44 dni  | Austria           |
| 236 | Elsie Sprous                           | K    | 8 lipca 1915         | 110 lat 43 dni  | Stany Zjednoczone |
|     | Emma Grivalliers                       | K    | 9 lipca 1915         | 110 lat 42 dni  | Martynika         |
|     | Engraciano González Barroso            | M    | 10 lipca 1915        | 110 lat 41 dni  | Hiszpania         |
| 237 | Madeleine Dumas                        | K    | 11 lipca 1915        | 110 lat 40 dni  | Francja           |
|     | Gerda Metze                            | K    | 12 lipca 1915        | 110 lat 39 dni  | Niemcy            |
| 238 | Chester Meros                          | M    | 14 lipca 1915        | 110 lat 37 dni  | Stany Zjednoczone |
|     | Paladia Noja                           | K    | 20 lipca 1915        | 110 lat 31 dni  | Rumunia           |
| 239 | Elvira Davis                           | K    | 21 lipca 1915        | 110 lat 30 dni  | Stany Zjednoczone |
| 239 | David Golden                           | M    | 21 lipca 1915        | 110 lat 30 dni  | Stany Zjednoczone |
| 241 | Joaquina Guilhermina                   | K    | 23 lipca 1915        | 110 lat 28 dni  | Portugalia        |
| 242 | Evelyn Houghton                        | K    | 24 lipca 1915        | 110 lat 27 dni  | Stany Zjednoczone |
|     | Juan Cobo Sánchez                      | M    | 27 lipca 1915        | 110 lat 24 dni  | Hiszpania         |
| 243 | Velma Finger                           | K    | 28 lipca 1915        | 110 lat 23 dni  | Stany Zjednoczone |
| 243 | Ana Alves Pires                        | K    | 28 lipca 1915        | 110 lat 23 dni  | Portugalia        |
| 245 | Marta Rojas Arrieta                    | K    | 30 lipca 1915        | 110 lat 21 dni  | Kostaryka         |
| 246 | Tamotsu Arai                           | M    | 1 sierpnia 1915      | 110 lat 19 dni  | Japonia           |
|     | Auretta Franceschi                     | K    | 1 sierpnia 1915      | 110 lat 19 dni  | Włochy            |
| 247 | Lorenzo Torres Chávez                  | M    | 3 sierpnia 1915      | 110 lat 17 dni  | Meksyk            |
| 248 | Veronica Pheney                        | K    | 4 sierpnia 1915      | 110 lat 16 dni  | Stany Zjednoczone |
| 249 | Hattie Pruitt                          | K    | 5 sierpnia 1915      | 110 lat 15 dni  | Stany Zjednoczone |
| 250 | Irene Selwyn                           | K    | 7 sierpnia 1915      | 110 lat 13 dni  | Wielka Brytania   |
| 251 | Leonor López Herrera                   | K    | 8 sierpnia 1915      | 110 lat 12 dni  | Meksyk            |
| 252 | Mary Sims Chikis                       | K    | 14 sierpnia 1915     | 110 lat 6 dni   | Stany Zjednoczone |
| 253 | Margaret Schaap                        | K    | 18 sierpnia 1915     | 110 lat 2 dni   | Wielka Brytania   |
|     | Jorgina Lima da Cunha                  | K    | 21 sierpnia 1915     | 109 lat 364 dni | Brazylia          |
| 254 | Juan Bautista Quiróz Pití              | M    | 29 sierpnia 1915     | 109 lat 356 dni | Panama            |